# Pedralbes Circuit
Pedralbes Circuit je dirkališče, ki leži v bližini španskega mesta Barcelona. V letih 1951 in 1954 je gostilo dirko Formule 1 za Veliko nagrado Španije.

## Zmagovalci
Roza ozadje označuje dirke, ki niso štele za prvenstvo Formule 1
| Leto | Dirka                      | Dirkač             | Moštvo     | Poročilo |
| ---- | -------------------------- | ------------------ | ---------- | -------- |
| 1954 | Velika nagrada Španije     | Mike Hawthorn      | Ferrari    | Poročilo |
| 1951 | Velika nagrada Španije     | Juan Manuel Fangio | Alfa Romeo | Poročilo |
| 1950 | Velika nagrada Penya Rhina | Alberto Ascari     | Ferrari    | Poročilo |
| 1948 | Velika nagrada Penya Rhina | Nino Farina        | Maserati   | Poročilo |
| 1946 | Velika nagrada Penya Rhina | Giorgio Pelassa    | Maserati   | Poročilo |